# Begliomini
Pelegrino Adelmo Begliomini (ur. 27 listopada 1914 w São Paulo – zm. 10 października 2001 w Santo André) – piłkarz brazylijski, występujący podczas kariery na pozycji środkowego obrońcy.

## Kariera klubowa
Karierę piłkarską Begliomini zaczął w SE Palmeiras w 1934 roku i grał w nim przez dziewięć lat. Podczas tego okresu Begliomini wygrał z Palmeiras czterokrotnie mistrzostwo stanu São Paulo – Campeonato Paulista w: 1936, 1938, 1940 i 1942 roku.
W 1943 roku przeszedł do lokalnego rywala Corinthians Paulista, w którym grał do 1947 roku. Karierę piłkarską zakończył we Fluminense FC w 1947 roku.

## Kariera reprezentacyjna
W reprezentacji Brazylii Begliomini zadebiutował 31 stycznia 1942 w meczu z reprezentacją Ekwadoru podczas Copa América 1942, na którym Brazylia zajęła trzecie miejsce. Był to jedyny jego mecz na tym turnieju. W 1945 roku po raz drugi uczestniczył w turnieju Copa América, na którym Brazylia zajęła drugie miejsce. Na tym turnieju Begliomini wystąpił w trzech meczach z Boliwią, Urugwajem oraz Argentyną.
Mecz z reprezentacją Argentyny był ostatnim w reprezentacji. Ogółem w latach 1942–1945 Begliomini wystąpił w barwach canarinhos w sześciu meczach.